# Révleányvár
Révleányvár é um município da Hungria, situado no condado de Borsod-Abaúj-Zemplén. Tem 16,5 km² de área e sua população em 2015 foi estimada em 435 habitantes.